# Alf Nilsson (psykolog)

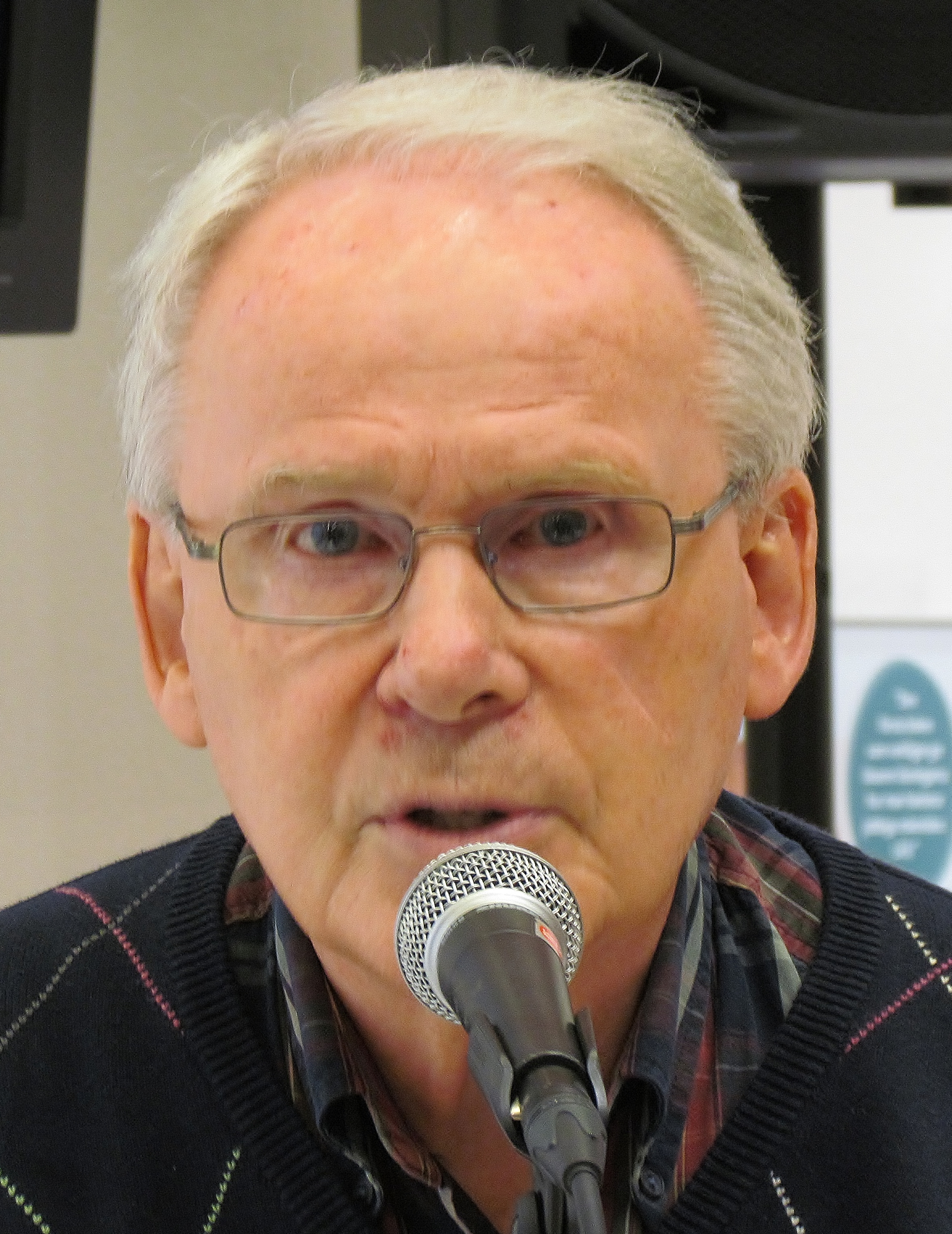
Alf Nilsson 2011.

Alf Nilsson, född 1936, är en svensk  psykolog och psykoterapeut samt professor emeritus i klinisk psykologi. 
Nilsson disputerade 1972 vid Lunds universitet där han senare var professor i klinisk psykologi. Han är legitimerad psykolog och psykoterapeut.